# Sosnovyj Bor (Oblast' di Leningrado)
Sosnovyj Bor, in russo Сосновый Бор?, è una città della Russia posta nell'Oblast' di Leningrado, sulla riva meridionale del Golfo di Finlandia, a 81 chilometri da San Pietroburgo, in direzione del confine con l'Estonia. La città, una delle più giovani della regione, è stata fondata nel 1973 in concomitanza con l'apertura di una centrale nucleare, la Leningradskaja AES.